# Phalaenopsis amabilis
Espèce
Classification phylogénétique
Statut CITES
Phalaenopsis amabilis appelée aussi « Orchidée de la lune » est une espèce d'orchidées du genre Phalaenopsis. 

## Description générale
Cette espèce, très courante chez les fleuristes, est originaire des îles de la Sonde. Elle est connue des Européens depuis le XVIIIe siècle. 
Elle possède des feuilles oblongues de 20 à 30 cm de longueur sur 4 à 12 cm. La tige florale, élégamment recourbée, peut atteindre près de 1 m de long et est toujours polyanthe, parfois ramifiée. Les fleurs sont délicates, grandes, parfumées et ont une longue durée de vie : elles sont de grandeur variable, de 8 à 12 cm de diamètre, par 6 à 15 en panicules retombantes longues de 30 à 100 cm ; en général elles sont d'un blanc de lait, sauf le labelle dont le fond jaune est moucheté de rouge ; et le surnom Orchidée-lune lui vient du long épanouissement des fleurs qui se prolongent toute la durée d'une phase lunaire. Sa floraison s'étale d'octobre à janvier.

## Répartition et habitat
Cette plante est originaire d'Asie du Sud (notamment Nouvelle-Guinée, Philippines et Indonésie) et d'Australie (Queensland).

## Dénominations et systématique

### Synonymes
- Angraecum album majus (Rumph. 1750), Cymbidium amabile (Roxb. 1832)
- Epidendrum amabile (L. 1753), Phalaenopsis amabilis var. aphrodite subvar. gloriosa (Ames 1908)
- Phalaenopsis amabilis var. fournieri (Cogn. 1898), Phalaenopsis amabilis var. grandiflora (Bateman 1867)
- Phalaenopsis amabilis var. ramosa (Van Deventer 1935), Phalaenopsis amabilis var. rimestadiana (Linden 1901)
- Phalaenopsis aphrodite var. gloriosa (Rchb.f. 1891), Phalaenopsis celebica (Van Vloten 1932)
- Phalaenopsis gloriosa (Rchb.f. 1888), Phalaenopsis grandiflora (Lindl. 1848)
- Phalaenopsis grandiflora var. gracillima (Burb. 1882), Phalaenopsis pleihary (Burgeff 1968)
- Phalaenopsis rimestadiana (Linden & Rolfe 1905), Phalaenopsis × Elisabethae [= amabilis × rimestadiana](Vacherot,1927)
- Synadena amabilis (Raf. 1838).

### Variétés botaniques, horticoles et sous-espèces
- Phalaenopsis amabilis var. aurea (variété horticole)
  - Syn : var. fuscata (Rchb.f. 1862)
  - Syn : Phalaenopsis grandiflora var. ruckeri (Burb 1876)
  - Syn : Phalaenopsis grandiflora var. fuscata (Rchb.f. 1882))
- Phalaenopsis amabilis var. gloriosa (variété horticole)
  - Syn : Phalaenopsis pleihary (Burgeff 1968)
- Phalaenopsis amabilis subsp. moluccana (sous-espèce botanique)
  - Syn : var. cinerascens
  - Syn : Phalaenopsis celebica
- Phalaenopsis amabilis subsp. rosenstromii (sous-espèce botanique)
  - Syn: var. papuana
- Phalaenopsis amabilis var. rimestadiana (variété horticole)
  - Syn: Phalaenopsis rimestadiana
- Phalaenopsis amabilis var. vinicolor (variété horticole)

À noter que les variétés horticoles ne sont plus reconnues par la liste de Kew depuis 2012.

### Hybrides primaires
- Phalaenopsis 'Amabell' = Phalaenopsis bellina × Phal. amabilis (Orchids Ltd (R-J. Quené),2007)
- Phalaenopsis 'Ambriata' = Phal. amabilis × Phalaenopsis fimbriata (Fredk. L. Thornton,1981)
- Phalaenopsis 'Artemis' = Phal. amabilis × Phalaenopsis equestris (Veitch,1892)
- Phalaenopsis 'Bataan' = Phal. amabilis × Phalaenopsis aphrodite (Rapella Orchid Co,1943)
- Phalaenopsis 'Belle de Cernier' = Phal. amabilis × Phalaenopsis corningiana (Luc Vincent,1997)
- Phalaenopsis 'Bogoriensis' = Phal. amabilis × Phalaenopsis gigantea (Buitenzorg Botanic Gardens,1856)
- Phalaenopsis 'Celebes Beauty' = Phal. amabilis × Phalaenopsis celebensis (Hou Tse Liu,2003)
- Phalaenopsis 'Chickadee' = Phalaenopsis lindenii × Phal. amabilis (Dr/Mrs Robert J Griesbach,1982)
- Phalaenopsis 'Confirmation' = Phalaenopsis rimestadiana × Phalaenopsis schilleriana (Bultel,1925)
  - Phalaenopsis × rothschildiana = Phal. amabilis × Phalaenopsis schilleriana (Hybride Naturel)
- Phalaenopsis 'Deventeriana' = Phal. amabilis × Phalaenopsis amboinensis (Van Deventer,1927)
- Phalaenopsis 'Elisabethae' = Phal. amabilis × Phalaenopsis rimestadiana (Vacherot & Lecoufle,1927)
- Phalaenopsis ×flava = Phalaenopsis javanica × Phal. amabilis (Ayub S Parnata, 1982)
- Phalaenopsis 'Florabilis' = Phal. amabilis × Phalaenopsis floresensis (E. Burkhardt,1999)
- Phalaenopsis 'Formosa Dream' = Phal. amabilis × Phalaenopsis lobbii (Hou Tse Liu,1992)
- Phalaenopsis 'Formosa Star' = Phalaenopsis micholitzii × Phal. amabilis (Morris Young,1991)
- Phalaenopsis 'Fuscatilis' = Phal. amabilis × Phalaenopsis fuscata (Minne (J & L. Orchids),1968)
- Phalaenopsis 'Gilles Gratiot' = Phalaenopsis aphrodite × Phalaenopsis rimestadiana (Gratiot,1920)
- Phalaenopsis 'Harriettiae' = Phal. amabilis × Phalaenopsis violacea (Veitch,1887)
- Phalaenopsis 'Hiroshima Amaraspis' = Phal. amabilis × Phalaenopsis speciosa (Masao Kobayashi,1994)
- Phalaenopsis 'John Seden' = Phal. amabilis × Phalaenopsis lueddemanniana (Veitch,1888)
- Phalaenopsis 'Kung's Amar Philip' = Phal. amabilis × Phalaenopsis philippinensis (Kung's,1997)
- Phalaenopsis 'Leda' = Phal. amabilis × Phalaenopsis stuartiana (Veitch,1888)
- Phalaenopsis 'Little Spot' = Phal. amabilis × Phalaenopsis inscriptiosinensis (Luc Vincent,2006)
- Phalaenopsis 'Little Star' = Phalaenopsis cornu-cervi × Phal. amabilis (Royal Botanical garden Peradeniya 	, 1962)
- Phalaenopsis 'Maria-Theresia Berod' = Phal. amabilis × Phalaenopsis wilsonii (Luc Vincent,1994)
- Phalaenopsis 'Paskal Terang' = Phalaenopsis pantherina × Phal. amabilis (Ayub S Parnata,1984)
- Phalaenopsis 'Putrianda' = Phalaenopsis modesta × Phal. amabilis (Atmo Kolopaking,1989)
- Phalaenopsis 'Rimesand' = Phal. amabilis × Phalaenopsis sanderiana (Guillaumin,1923)
- Phalaenopsis 'San Shia Ama' = Phal. amabilis × Phalaenopsis maculata (Hou Tse Liu,2004)
- Phalaenopsis 'Pulamab' = Phalaenopsis pulchra × Phal. amabilis (Luc Vincent,2004)
- Phalaenopsis 'Sakura Shower' = Phal. amabilis × Phalaenopsis fasciata (Mukaishima Orch. Center,2006)
- Phalaenopsis 'Sumabilis' = Phal. amabilis × Phalaenopsis sumatrana (F.C Atherton,1938)
- Phalaenopsis 'Taida Snow' = Phal. amabilis × Phalaenopsis tetraspis (Taida Horticultural Co Ltd,1996)
- Phalaenopsis 'Tariflor Singerflora' = Phal. amabilis × Phalaenopsis pallens (Tari,2007)
- Phalaenopsis 'Thor-Flame' = Phal. amabilis × Phalaenopsis mannii (Thornton's(Mrs Lester McCoy),1963)
- Phalaenopsis 'Venolis' = Phalaenopsis venosa × Phal. amabilis (Zuma Canyon Orchids Inc. ,1991)
- Phalaenopsis 'Viviane Dream' = Phal. amabilis × Phalaenopsis cochlearis (Luc Vincent,1999)
- Phalaenopsis 'Yoshino'(Syn: 'Versailles') = Phal. amabilis × Phalaenopsis sanderiana (Baron Toshita Iwasaki 	,1924)

## Hybrides secondaires (Descendance)
- Phalaenopsis 'Akatsuka Glory' = Phalaenopsis 'Dragon's Gold' × Phal. amabilis.
- Phalaenopsis 'Akatsuka Midas' =  Phalaenopsis 'Brother Lawrence' × Phal. amabilis.
- Phalaenopsis 'Ama Sky' =  Phal. amabilis × Phalaenopsis 'Peter Blue Diamond'.
- Phalaenopsis 'Brother Amar' = Phalaenopsis 'Hos Amaglad' × Phal. amabilis.
- Phalaenopsis 'Brother Amar Sun' =  Phalaenopsis 'Golden Sun' × Phal. amabilis.
- Phalaenopsis 'Brother Crystal' = Phalaenopsis 'Misty Green' × Phal. amabilis.
- Phalaenopsis 'Chiada Mandy' = Phal. amabilis × Phalaenopsis 'Sunrise Red Peoker'
- Phalaenopsis 'Ching Ann Cat' = Phal. amabilis × Phalaenopsis 'Sogo Mini Dog'.
- Phalaenopsis 'Dragon Tree Little Yuki' = Phal. amabilis × Phalaenopsis 'Sogo Musadian'.
- Phalaenopsis 'Emiko' = Phal. amabilis × Phalaenopsis 'Hinamatsuri'.
- Phalaenopsis 'Eva's Dulce Primavera' = Phalaenopsis 'Bel Croute' × Phal. amabilis.
- Phalaenopsis 'Ever Spring' = Phal. amabilis × Phalaenopsis 'New Glad'.
- Phalaenopsis 'Fortune Amar' = Phalaenopsis 'Fortune Saltzman' × Phal. amabilis.
- Phalaenopsis 'Fred's Goldflake' =  Phalaenopsis 'Breckinridge Lemoncup' × Phal. amabilis.
- Phalaenopsis 'Fred's Snow' = Phal. amabilis × Phalaenopsis 'Fred's White Perfection'.
- Phalaenopsis 'Fred's Whitecap' =  Phalaenopsis 'Fred's Wonder' × Phal. amabilis.
- Phalaenopsis 'Hama Snow' =  Phalaenopsis 'Florida Snow' × Phal. amabilis
- Phalaenopsis 'Ho's Amaglad' = Phalaenopsis 'Be Glad' × Phal. amabilis.
- Phalaenopsis 'Hsinying Little Pearl' =  Phalaenopsis 'Hawaiian Pearl' × Phal. amabilis.
- Phalaenopsis 'I-Hsin Timothy Christopher' =  Phal. amabilis × Phalaenopsis 'Cassandra'.
- Phalaenopsis 'Kulnura Ghost' =  Phal. amabilis × Phalaenopsis 'Hakalau Queen'.
- Phalaenopsis 'Kung's Amar Dott' =  Phalaenopsis 'Louise Dott' × Phal. amabilis
- Phalaenopsis 'Kung's Amar Whitegold' =  Phalaenopsis 'Kung's Amar Dott' × Phal. amabilis
- Phalaenopsis 'Marcelle' = Phalaenopsis 'Brother Buddha' × Phal. amabilis
- Phalaenopsis 'Memoria Tom Williams' = Phalaenopsis 'Tristar Diamond' × Phal. amabilis
- Phalaenopsis 'Miva Alex et Chloe' = Phalaenopsis 'Opaline' × Phal. amabilis
- Phalaenopsis 'Miva Reve' = Phal. amabilis × Phalaenopsis 'Cote D'Azur'
- Phalaenopsis 'Mukaishima Moon' =  Phal. amabilis × Phalaenopsis 'Venosasp'.
- Phalaenopsis 'River Roads' =  Phal. amabilis × Phalaenopsis 'Soroa Sweet'.
- Phalaenopsis 'Sasquatch' = Phalaenopsis 'World Class' × Phal. amabilis.
- Phalaenopsis 'Shiuh-Dong Honda' = Phalaenopsis 'Chingruey's Beauty' × Phal. amabilis.
- Phalaenopsis 'Shyh-Hwa Angel' = Phal. amabilis × Phalaenopsis 'Wataboushi'.
- Phalaenopsis 'Snowy Musick' =  Phal. amabilis × Phalaenopsis 'Arctic Dawn'.
- Phalaenopsis 'Southern Stripes' = Phal. amabilis × Phalaenopsis 'Modern Flora'.
- Phalaenopsis 'Taisuco Diana' =  Phal. amabilis × Phalaenopsis 'Taisuco Noble'.
- Phalaenopsis 'Taisuco Hilda' = Phalaenopsis 'Taisuco Egret' × Phal. amabilis
- Phalaenopsis 'Taylor Evans' = Phal. amabilis × Phalaenopsis 'Malibu Dart'.
- Phalaenopsis 'Timothy Christopher' = Phalaenopsis 'Cassandra' × Phal. amabilis.
- Phalaenopsis 'Tying Shin Valentine’s Day' = Phal. amabilis × Phalaenopsis 'Pinlong Cheris'
- Phalaenopsis 'Unimax Morning' = Phal. amabilis × Phalaenopsis 'Renaud Lip'